# ويليام جي. إم. ديفيس
ويليام جي. إم. ديفيس (بالإنجليزية: William G. M. Davis)‏ هو عسكري أمريكي، ولد في 9 مايو 1812 في بورتسموث في الولايات المتحدة، وتوفي في 11 مارس 1898 في الإسكندرية في الولايات المتحدة.